# Globalizzazione economica

Lindice di apertura commerciale nel corso di cinque secoli. Questo indice è definito come la somma delle esportazioni e importazioni mondiali, divisa per il PIL mondiale. Ogni serie corrisponde a una fonte diversa.

La globalizzazione economica è uno dei tre principali dimensioni principali della globalizzazione comunemente presenti nella letteratura accademica, assieme alla globalizzazione politica ed alla globalizzazione culturale. La globalizzazione economica si riferisce al diffuso movimento internazionale di beni, capitali, servizi, tecnologia e informazioni. È la crescente integrazione economica e interdipendenza delle economie nazionali, regionali e locali in tutto il mondo attraverso un’intensificazione della circolazione transfrontaliera di beni, servizi, tecnologie e capitali. La globalizzazione economica è costituita principalmente dalla globalizzazione della produzione, della finanza, dei mercati, della tecnologia, dei regimi organizzativi, delle istituzioni, delle imprese e delle persone.
Sebbene la globalizzazione economica si sia espansa notevolmente con l’emergere del commercio transnazionale, è cresciuta sempre più grazie al miglioramento dell’efficienza dei trasporti a lunga distanza, ai progressi nelle telecomunicazioni, all’importanza dell’informazione piuttosto che del capitale fisico nell’economia moderna e agli sviluppi della scienza e della tecnologia. Il tasso di globalizzazione è aumentato anche nel quadro dell’Accordo generale sulle tariffe doganali e sul commercio e dell’Organizzazione mondiale del commercio, in cui i paesi hanno gradualmente abbattuto le barriere commerciali e aperto i loro conti correnti e conti capitali. Questo recente boom è stato in gran parte sostenuto dall’integrazione delle economie con i paesi sviluppati attraverso gli investimenti diretti esteri, la riduzione dei costi legati alle attività commerciali, la riduzione delle barriere commerciali e, in molti casi, la migrazione transfrontaliera.